# ナルコスゲ
ナルコスゲ（鳴子菅、Carex curvivicollis）は、単子葉植物カヤツリグサ科スゲ属の多年生草本である。

## 特徴
背の低い柔らかい草で、春に穂をつける。渓流の水際に育つ場合が多い。根茎はごく短く、根出葉を密生する。匍匐茎（ランナー）を出さず、密に集まった株立ちになる。葉は細長く、黄緑色で、つやがない。
花は春早くに出る。スゲの仲間でも早い方である。葉の間から花茎が伸びだし、ややしなだれる。先端近くに数個の小穂が集まって生じる。先端の雄小穂は小さくて卵形、しっかりとした柄の先端に着く。その下側には数個の雌小穂がつく。雌小穂は細長く、細い柄がついて垂れ下がる。小穂の基部の苞は、短い葉状の部分がある。
小穂は細長く、つや消しの鮮やかな緑で、長くのびた嘴がある。鱗片は黒褐色で、小穂よりはるかに短く、その基部を少し覆うのみ。なお、果実が熟すると小穂は簡単に脱落するので、その後の姿は随分違って見える。
名前は鳴子菅の意味で、小穂が細長くてそれが垂れ下がるようにつく様を鳴子になぞらえたものと言われる。実際には小さいのでそれほどらしく見えるわけではない。

## 生育環境
落葉樹林帯から常緑樹林帯にわたって生育地があるが、いずれにせよ、渓流的環境であり、それも水際に生育する渓流植物である。増水時には水に浸かることもまれではない。普通は岩の上、場合によっては石垣やコンクリートのひび割れにも根をおろすこともある。普通は山地に生育すると言われるが、良好な渓流があれば、低地にも出現する。
日本固有種で、北海道から九州まで幅広く分布する。

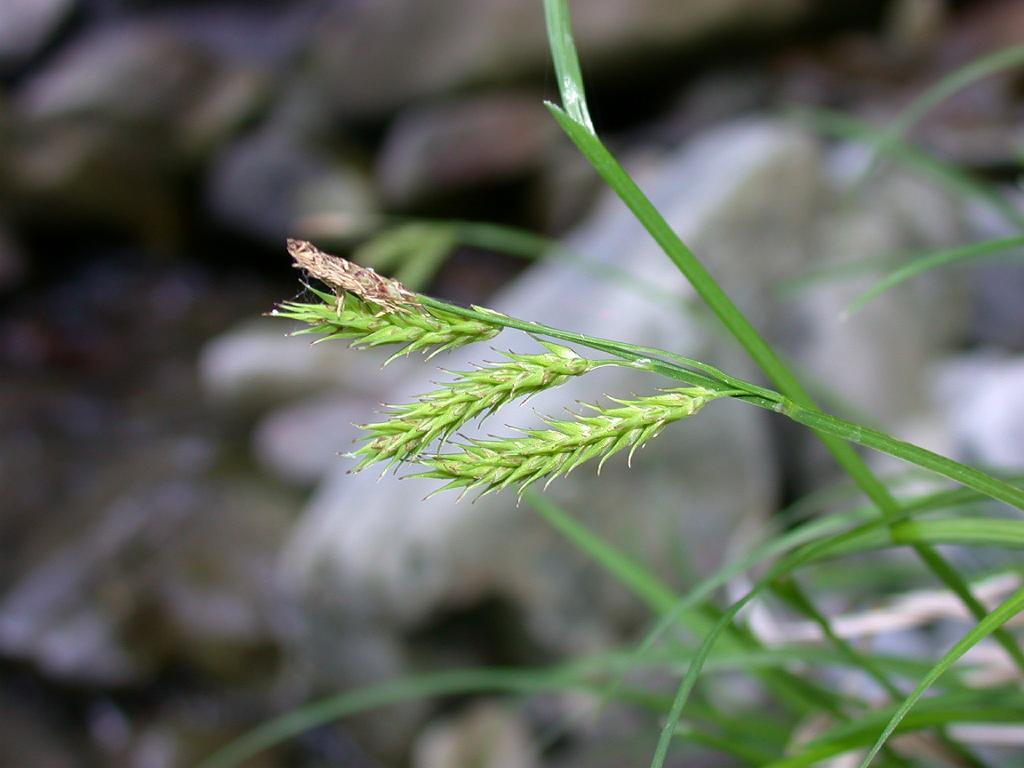
小穂
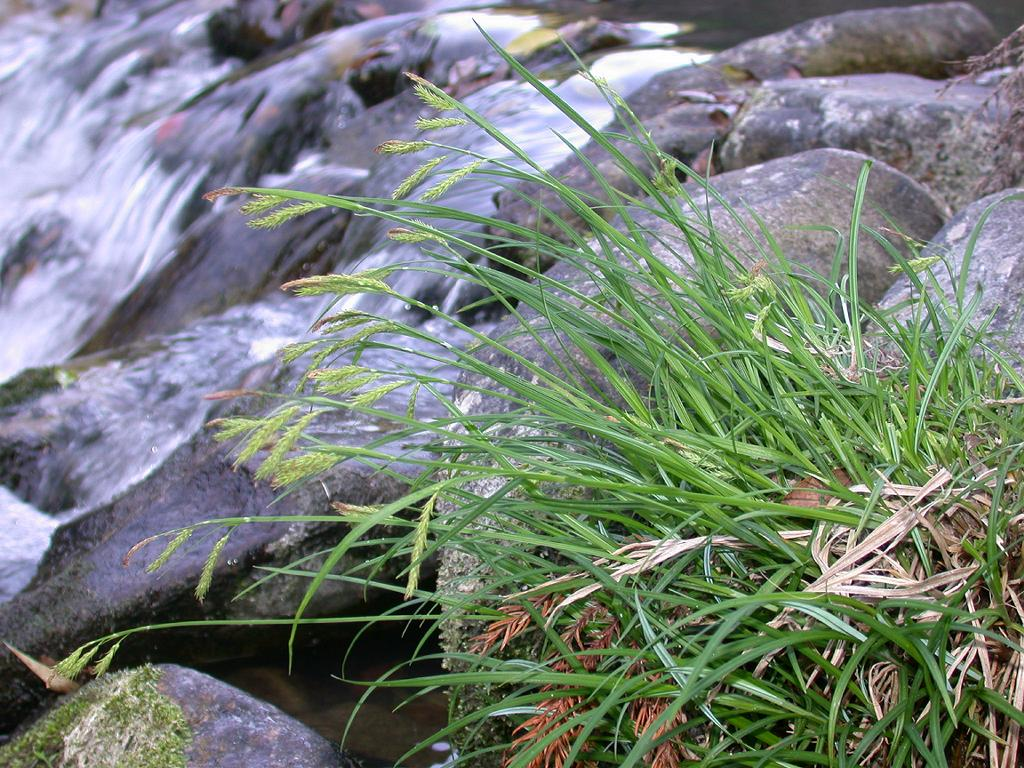
生育環境

## 類似種
同様に渓流沿いの水際に出るものに、フサナキリスゲがあるが、めったに競合しない。タニガワスゲもややにた環境に出現するが、はるかに大型である。

## 近縁種
ナルコスゲは、クロボスゲ節に分類される。この節に含まれる種は、日本に十数種ほどあるが、この種以外は、高山や北海道の極めて限られた地域に生育するもので、また姿もあまり似ていない。一番似ているのは、北海道日高地方の固有種で、やはり渓流沿いの岩に生えるアポイタヌキラン（C. apoiensis Akiyama）である。

## 保護上の位置づけ
生育地である下記の地方公共団体が作成したレッドデータブックに掲載されている。
- 千葉県：要保護生物
- 鹿児島県：分布特性上重要